# Emily Lima
Emily Alves da Cunha Lima (sinh ngày 29 tháng 9 năm 1980) là một nhà quản lý cầu thủ bóng đá người Brazil và cựu cầu thủ bóng đá. Năm 2016, cô trở thành nữ quản lý đầu tiên của đội tuyển bóng đá nữ quốc gia Brazil.

## Tiểu sử
Lima bắt đầu sự nghiệp bóng đá khi cô 14 tuổi, tại Saad Esporte Clube. Ở Brazil, cô cũng từng là tiền vệ của São Paulo FC từ 1997-2000, Palestra de São Bernardo, Barra de Teresópolis (2001) và Veranópolis (2002). Lima cũng đã chơi cho đội tuyển bóng đá nữ quốc gia U17 của Brazil.
Năm 2003, Lima chuyển đến Tây Ban Nha, chơi cho các câu lạc bộ Estudiantes de Huelva, Puebla de la Calzada, Prainsa de Zaragoza và L’Estartit. Năm 2007, cô đã đạt được tình trạng đa quốc tịch, do bổ sung quốc tịch Bồ Đào Nha, chơi cho đội tuyển quốc gia Bồ Đào Nha. Cô đã hoàn thành sự nghiệp của mình trong năm 2010, tại câu lạc bộ Ý Napoli CF.
Trở lại Brazil, Lima theo đuổi sự nghiệp huấn luyện. Cô trở thành trợ lý huấn luyện viên cho Portuguesa de Desportos năm 2010. Cô trở thành huấn luyện viên danh nghĩa của CA Juventus cho đến năm 2013, khi cô được mời quản lý đội bóng U17 của Brazil. Năm 2015, cô huấn luyện cho São José Esporte Clube, sau đó nhà vô địch Copa Libertadores Femenina. Cô dẫn dắt câu lạc bộ đến vị trí thứ hai tại 2015 Copa do Brasil.
Năm 2016, Lima được bổ nhiệm làm huấn luyện viên của đội tuyển quốc gia nữ Brazil, thế chỗ Vadão, do đó trở thành phụ nữ đầu tiên huấn luyện cho đội bóng Nữ hoàng Seleção. Giải thi đấu đầu tiên của Lima với tư cách là huấn luyện viên quốc gia là Torneio Internacional de Manaus, giải đấu mà cô dẫn dắt đội đến danh hiệu thứ bảy của họ. Cô đã bị sa thải đội Brazil vào tháng 9 năm 2017; dưới sự điều hành của cô, Seleção đã thắng bảy trận, thua năm trận và hòa một trận.